# Episodi di Wanted (serie televisiva australiana) (prima stagione)
La prima stagione della serie televisiva Wanted, composta da 6 episodi, è stata trasmessa sul canale australiano Seven Network dal 9 febbraio all'8 marzo 2016.
In Italia, la stagione è stata interamente pubblicata il 24 ottobre 2017 su Netflix.
| nº | Titolo originale | Titolo italiano                    | Prima TV Australia | Pubblicazione Italia |
| -- | ---------------- | ---------------------------------- | ------------------ | -------------------- |
| 1  | Chelsea and Lola | Chelsea e Lola                     | 9 febbraio 2016    | 24 ottobre 2017      |
| 2  | Run Lola Run     | Lola corre                         | 16 febbraio 2016   | 24 ottobre 2017      |
| 3  | Us and Them      | Us and Them                        | 23 febbraio 2016   | 24 ottobre 2017      |
| 4  | Badlands         | La rabbia giovane                  | 1º marzo 2016      | 24 ottobre 2017      |
| 5  | Detour           | Detour - Deviazione per l'inferno  | 8 marzo 2016       | 24 ottobre 2017      |
| 6  | Dead End         | Dead End - Quella strada nel bosco | 8 marzo 2016       | 24 ottobre 2017      |

## Chelsea e Lola
- Titolo originale: Chelsea and Lola
- Diretto da: Peter Templeman
- Scritto da: Timothy Hobart, Rebecca Gibney e Richard Bell

### Trama
Chelsea e Lola si incontrano casualmente alla fermata dell'autobus, ritrovandosi coinvolte in un regolamento di conti tra cartelli della droga e costrette da un uomo a entrare nel bagagliaio della sua macchina. Il capo della sezione Omicidi Ray Stanton si premura di cancellare il filmato della colluttazione in cui Lola, senza volerlo, ha sparato e ucciso un poliziotto corrotto.
Chelsea riesce a telefonare alla polizia, senza sapere del coinvolgimento di Stanton che ordina al proprio galoppino di completare il piano prestabilito. Lola colpisce il rapitore alle spalle e l'arrivo di un detective sembra risolvere positivamente le cose, ma l'uomo indossa un giubbotto antiproiettile che gli consente di uccidere il poliziotto, dandosi poi alla fuga. Avendo compreso di non potersi fidare della polizia, Chelsea ospita Lola a casa del padre nell'attesa di capire i prossimi passi.
Ray riesce a rintracciare il nascondiglio delle donne, desideroso di mettere le mani sulla valigia di soldi che si sono portate via. Stavolta è Chelsea a trovare il modo di mettere l'aggressore fuori combattimento, ripartendo in fretta e furia verso una destinazione ancora sconosciuta.

## Lola corre
- Titolo originale: Run Lola Run
- Diretto da: Peter Templeman
- Scritto da: John Ridley, Rebecca Gibney e Richard Bell

### Trama
Chelsea e Lola sono arrivate nel Queensland. Per tranquillizzare l'agitata Chelsea, Lola le promette che si rivolgeranno alla locale polizia per interrompere una fuga priva di logica. Josh Levine, un giovane detective appena aggregato alla squadra Omicidi, trova il cartellino di lavoro di Lola tra le prove raccolte sulla scena del crimine alla fermata dell'autobus. Convinto che Lola sia una pericolosa trafficante di droga, Levine fa divulgare la sua fotografia ai media, mandando su tutte le furie Ray perché tutta questa pubblicità rischia di intralciare i suoi affari.
Chelsea e Lola alloggiano in un motel, dove sono costrette a corrompere il proprietario per non dover fornire i documenti. Chelsea si sta convincendo a proseguire la fuga, poiché non ha più nulla a cui dover tornare, visto che la accusano di aver frodato i conti dell'azienda in cui lavora. Approfittando della momentanea assenza del proprietario del motel, che le ha riconosciute, Chelsea e Lola fuggono via. Pur dovendo pubblicamente promuovere l'arresto delle due donne, Ray ingaggia un killer di nome Boke per ucciderle nella più assoluta discrezione.
Lola vuole andare a costituirsi da sola, lasciando libera Chelsea che non ha commesso alcun crimine e, soprattutto, rischia di rappresentare una zavorra. Levine entra in possesso della borsa di Chelsea da un senzatetto alla fermata dell'autobus, sostenendo che Lola non è da sola. Quando giunge la notizia che anche Chelsea è ricercata, Lola fa retromarcia per andare a recuperarla e riprendere la fuga insieme.

## Us and Them
- Titolo originale: Us and Them
- Diretto da: Peter Templeman
- Scritto da: Kirsty Fisher, Rebecca Gibney e Richard Bell

### Trama
Indossati abiti più comodi per agevolare la fuga, Chelsea e Lola si ritrovano appiedate perché la prima si è dimenticata di fare benzina. Levine scopre che Lola risulta sconosciuta allo schedario della polizia fino al 1994, facendogli sospettare che prima di quella data avesse un'altra identità. Ray concorda con la strategia investigativa di Levine, ordinandogli di fare rapporto unicamente a lui. Le due fuggitive pernottano in una riserva, entrando sempre più in confidenza e confrontandosi su cosa non va nelle loro vite.
Al risveglio Chelsea e Lola sono fermate da una ranger per essersi accampate senza licenza. Lola riesce a impossessarsi di un fucile e a fuggire con Chelsea al bordo della jeep della ranger, nel frattempo raggiunta da Boke che vuole sapere dove sono andate le ricercate. Levine interroga Nathan, il fidanzato di Chelsea che era assente il giorno della sua fuga perché si trovava a un Comic-Con, da cui però non ricava informazioni utili. Boke tenta di bloccare la fuga delle donne, ma con una manovra spericolata Lola riesce a seminare il killer.
Levine ha scovato la precedente identità di Lola in Lillian Walsh, ricercata per l'omicidio del compagno Jackson Delaney nel febbraio 1994. Ray decide di assumere il controllo delle indagini, indispettendo Levine che è convinto di non essere entrato nelle grazie del superiore. Fatto il pieno alla macchina, Lola si mette in contatto con la sorella Donna, da cui riceve l'avvertimento di non farsi trovare dai Delaney.

## La rabbia giovane
- Titolo originale: Badlands
- Diretto da: Jennifer Leacey
- Scritto da: John Ridley, Rebecca Gibney e Richard Bell

### Trama
Nonostante il suggerimento di Donna di stare alla larga dai Delaney, Lola ha deciso di fare tappa alla natia Wooradulla perché ha bisogno di passaporti falsi con cui lei e Lola potranno scappare all'estero. A Wooradulla si sta dirigendo anche Levine, all'insaputa di Ray, per seguire la pista dei Walsh senza le interferenze del superiore. Impaurita all'idea di dover lasciare l'Australia, Chelsea perde la testa e viene arrestata per il tentato furto di un rossetto.
Lola salva Chelsea appena prima che il giovane poliziotto di turno venga a sapere che sono le due ricercate. Informato del loro avvistamento, Ray ordina a Boke di dirigersi a Wooradulla, nel mentre perdona Levine per essersi mosso a sua insaputa, ribadendogli che dovrà riferire unicamente a lui. Chelsea e Lola finiscono nelle grinfie dei Delaney, ritrovandosi nella casa della madre e del fratello di Jackson, i quali dipingono Lola come una lurida assassina che lo ha ammazzato senza motivo. Levine interroga Jim, il padre di Lola a cui lei aveva appena fatto visita in carcere, ricevendo l'indicazione di recarsi dai Delaney.
I Delaney vogliono uccidere Chelsea e Lola, ma quest'ultima riesce a fare breccia in Luke, puntando sul fatto che, contrariamente alla madre Beverly, sapeva quale fosse la vera natura di Jackson. Luke blocca la madre, consentendo alle due donne di scappare via. Avendo ricevuto minacce da emissari di chi lo ha corrotto, Ray si vede costretto a mandare la sua famiglia in un posto sicuro. Lola e Chelsea lasciano Wooradulla con il sentore che il racconto dei Delaney abbia instillato in Chelsea il dubbio su chi sia veramente Lola.

## Detour - Deviazione per l'inferno
- Titolo originale: Detour
- Diretto da: Jennifer Leacey
- Scritto da: John Ridley, Rebecca Gibney e Richard Bell

### Trama
Mentre si stanno dirigendo verso Baruma, alla ricerca della macchina che è stata loro rubata da Liam Patterson, il figlio del meccanico di Wooradulla, Chelsea e Lola cercano di recuperare la fiducia reciproca dopo le ultime scoperte. Lola è riuscita a mettersi in contatto con la compagnia navale per cui lavora il figlio David, apprendendo che a breve sbarcherà in Australia, il che la induce a pensare che sarebbe meglio abbandonare Chelsea al suo destino, convinta che essendo incensurata riuscirà comunque a cavarsela.
Adesso Levine non sta inseguendo soltanto le due fuggitive, ma anche Boke che ha incontrato a casa Delaney ed è in grado di riconoscere con un tatuaggio 888 sul braccio. Quest'ultima novità costringe Ray, pressato dal gangster che lo ha corrotto, a precipitarsi a Baruma per risolvere la situazione. Levine cattura Chelsea alla festa per la partenza del rally, ma sfruttando un tizio che le aveva fatto il filo fa aggredire il detective e ottiene le chiavi della sua macchina. Lola riesce a fermare Liam, intento a gareggiare con la loro macchina, nascondendo la valigia dei soldi in un posto sicuro.
Non appena si sono ritrovate, Chelsea e Lola vengono arrestate da Levine, riuscito a rintracciarle grazie al gps della macchina. Lola racconta a Levine che Ray ha cercato di ucciderla a casa del padre di Chelsea, non venendo creduta. Levine viene indirizzato da Boke, il quale spunta dal bagagliaio della sua auto e gli spara. Chelsea e Lola scappano, con la seconda, colpita da una pallottola alla spalla, che le propone di dividersi per ritrovarsi al fiume. Dopo aver dato fuoco a Boke, Lola cerca Chelsea nel bosco e, non trovandola, sviene.

## Dead End - Quella strada nel bosco
- Titolo originale: Dead End
- Diretto da: Jennifer Leacey
- Scritto da: Timothy Hobart, Rebecca Gibney e Richard Bell

### Trama
Lola è risvegliata da Chelsea che la conduce su una barchetta prima che possano essere braccate dai poliziotti. L'arrivo dei soccorsi impedisce a Ray di sparare all'inerme Levine, oltre all'amara scoperta che i soldi sono scomparsi. Spacciandosi per la fidanzata di Levine, Chelsea si introduce nella stanza d'ospedale in cui è ricoverato per recuperare la chiave dell'armadietto dove Lola ha nascosto la valigia dei soldi. Siccome Levine si è svegliato, Chelsea lo trascina in macchina per portarlo in salvo da Ray.
Andata a riprendere i soldi e i panetti di droga nascosti sotto la tappezzeria della macchina, Lola è placcata da Anton Maric, il gangster che ha Ray sul libro paga. Chelsea investe Maric prima che sparasse a Lola, con quest'ultima che riprende la guida del veicolo e lascia a piedi Levine. Quest'ultimo viene dichiarato in stato di arresto da Ray, disposto a scaricare su di lui ogni addebito di corruzione e dell'omicidio del poliziotto alla fermata dell'autobus. Lola riabbraccia il figlio David e gli racconta la verità sulla violenza del padre, rivelandogli di aver cambiato identità perché era incinta.
Quando scoprono dell'arresto di Levine, Chelsea e Lola si mettono in contatto con Ray per chiudere questa storia, barattando la droga di Maric con la loro libertà. Ray non intende sottostare al loro ricatto, minacciando di affogare Chelsea se Lola non le dirà dove si trova la droga. Lola acconsente, ma tra i panetti aveva nascosto una tagliola, con tanto di telecamera che ha ripreso la confessione di Ray. Una settimana dopo, nonostante sia stata promessa loro l'amnistia, Chelsea e Lola sono intenzionate a proseguire la loro fuga a bordo di un idrovolante. Proprio quando stanno per salire a bordo, Lola riceve una telefonata in cui le viene comunicato che David è stato rapito.